# Coupe d'Algérie de football 2011-2012
Navigation
Coupe d'Algérie
2010-2011 Coupe d'Algérie
2012-2013
La Coupe d'Algérie de football 2011-2012 est la 48e édition de la Coupe d'Algérie.
Le tenant du titre est la JS Kabylie.
Le vainqueur de cette compétition sera qualifié pour le tour préliminaire de la Coupe de la confédération africaine.

## Calendrier
| Tour                           | Nom                                    | Dates retenues             | Équipes participantes | Équipes gagnantes |
| Épreuve éliminatoire (2011)    |                                        |                            |                       |                   |
| 1                              | Premier tour                           | Dates régionales           | -                     | -                 |
| 2                              | Deuxième tour                          | Dates régionales           | -                     | -                 |
| Compétition propre (2011-2012) |                                        |                            |                       |                   |
| Entrée des 16 clubs de Ligue 1 |                                        |                            |                       |                   |
| 3                              | Trente-deuxièmes de finale             | 30-31 décembre             | 64                    | 32                |
| 4                              | Seizièmes de finale                    | 23-24-25 février et 6 mars | 32                    | 16                |
| 5                              | Huitièmes de finale                    | 9-10 mars                  | 16                    | 8                 |
| 6                              | Quarts de finale                       | 30-31 mars                 | 8                     | 4                 |
| 7                              | Demi-finales                           | 20 avril                   | 4                     | 2                 |
| 8                              | Finale Stade du 5 juillet 1962 (Alger) | 1er mai                    | 2                     | 1                 |

## Avant Dernier Tour Régional
| Ligue d'Alger Avant Dernier tour régional (11 novembre à 14h 30)      |                          |                 |                         |              |             |                  |
| 1                                                                     | Hydra AC                 | 1-0             | OMR El Anasser          |              |             |                  |
| 2                                                                     | RC Boumerdès             | 0-2             | JS El Biar              |              |             |                  |
| 3                                                                     | JSM Cheraga              | 1-2             | JS Hai Djebel           |              |             |                  |
| 4                                                                     | ES Sour El Ghozlane      | 2-2 t.a.b       | ES Kouba                |              |             |                  |
| 5                                                                     | CM Bordj El Kiffan       | 2-1             | IB Lakhdaria            |              |             |                  |
| 6                                                                     | ES Timezrit              | 1-2             | ESM Boudouaou           |              |             |                  |
| 7                                                                     | IRB Bir Mourad Rais      | 1-0             | CA Kouba                |              |             |                  |
| 11                                                                    | ES Azeffoun              | 4 - 1           | CRB Dar El Beida        |              |             |                  |
| 13                                                                    | ES Ben Aknoun            | 1 - 0 a.p       | US Oued Amizour         |              | 12 novembre |                  |
| 10                                                                    | IB Khemis El Khechna     | 1 - 1 t.a.b     | NARB Reghaia            |              | 12 novembre |                  |
| 8                                                                     | CMB Thenia               | -               | Exempt                  |              |             |                  |
| 9                                                                     | USM Chéraga              | -               | Exempt                  |              |             |                  |
| 12                                                                    | WA Rouiba                | -               | Exempt                  |              |             |                  |
| Ligue de Blida Avant Dernier tour régional (// à 14h 30)              |                          |                 |                         |              |             |                  |
| 1                                                                     | USM Blida                | 2-1             | WB Attatba              |              |             |                  |
| 2                                                                     | IR Ouled Naïl            | 1-0             | ES Berrouaghia          |              |             |                  |
| 3                                                                     | CRB Ouled Ben Abdelkader | 0-0             | Académie Club de l'Arba | match arrêté |             |                  |
| 4                                                                     | O Médéa                  | 2-1             | IRB Bougara             |              |             |                  |
| 5                                                                     | USMM Hadjout             | 1-0             | SKAF Khemis Miliana     |              |             |                  |
| 6                                                                     | SC Aïn Defla             | 3-0             | ORB Oued Fodda          |              |             |                  |
| 7                                                                     | CRB Aïn Oussara          | 3-0             | IRB Boumedfaa           |              |             |                  |
| 8                                                                     | WA Boufarik              | 3-2 a.p         | WB Meftah               |              |             |                  |
| 9                                                                     | ESM Koléa                | 2-1 a.p         | CB Béni Slimane         |              |             |                  |
| 10                                                                    | RC Arba                  | 2-0             | IB Mouzaia              |              |             |                  |
| Ligue d'Oran Avant Dernier tour régional (// à 14h 30)                |                          |                 |                         |              |             |                  |
| 1                                                                     | US Remchi                | 0-1             | ICS Tlemcen             |              |             |                  |
| 2                                                                     | JS Emir Abdelkader       | 2-1             | CR Bendaoud             |              |             |                  |
| 3                                                                     | WA Mostaganem            | 0-2 a.p         | CRB Hennaya             |              |             |                  |
| 4                                                                     | MB Sidi Chami            | 0-0 t.a.b       | CRB Ain El Turck        |              |             |                  |
| 5                                                                     | Nasr Es Senia            | 1-3             | CRB Ben Badis           |              |             |                  |
| 6                                                                     | JRB Sidi Brahim          | 0-1             | RCB Oued R'hiou         |              |             |                  |
| 7                                                                     | ZSA Témouchent           | 0-2             | RC Relizane             |              |             |                  |
| 8                                                                     | SCM Oran                 | 2-1 a.p         | CB Ain Tadles           |              |             |                  |
| 9                                                                     | CR Témouchent            | 0-1             | OM Arzew                |              |             |                  |
| 10                                                                    | ES Araba                 | 1-0             | ASB Maghnia             |              |             |                  |
| 11                                                                    | NRB Bethioua             | 1-3             | IRB Maghnia             |              |             |                  |
| Ligue de Saida Avant Dernier tour régional (22/11/2011 à 14h 30)      |                          |                 |                         |              |             |                  |
| 1                                                                     | JSM Tiaret               | -               | USB Tissemsilt          |              |             | Tighennif        |
| 2                                                                     | IR Bouhenni Tiaret       | -               | FCB Frenda              |              |             | Sougueur         |
| 3                                                                     | WAB Tissemsilt           | -               | ARB Ghriss              |              |             | Frenda           |
| 4                                                                     | MB Hassasna              | -               | GC Mascara              |              |             | Frenda           |
| 5                                                                     | HB El Bordj              | -               | NRB Matmoure            |              |             | Meflah / Mascara |
| 6                                                                     | CRB Froha                | -               | Exempt                  |              |             |                  |
| 7                                                                     | Olympique Medrissa       | -               | Exempt                  |              |             |                  |
| Ligue de Constantine Avant Dernier tour régional(13/11/2011 à 14h 30) |                          |                 |                         |              |             |                  |
| 1                                                                     | WA Ramdane Djamel        | 1-0             | ES Aïn Oulmene          |              |             |                  |
| 2                                                                     | JS Djijel                | 2-2 t.a.b 3-1   | JB Aïn Kercha           |              |             |                  |
| 3                                                                     | ES Collo                 | 2-3             | CAM Skikda              |              |             |                  |
| 4                                                                     | DRB Tadjenanet           | 3-1             | FC Taher                |              |             |                  |
| 5                                                                     | HB Chelghoum Laid        | 2-0             | IRB Meskiana            |              |             |                  |
| 6                                                                     | CRB Aïn Fakroun          | 1-0             | ESC Tadjenanet          |              |             |                  |
| 7                                                                     | USM Ain Beida            | 2-1             | CRB Aïn El Kebira       |              |             |                  |
| 8                                                                     | USM Sétif                | 1-3             | USC Ouled Adouane       |              |             |                  |
| 9                                                                     | US Chaouia               | 3-2             | JSB Tadjenanet          |              |             |                  |
| 10                                                                    | MB Constantine           | 1 - 1 t.a.b 3-1 | JSM Skikda              |              |             |                  |
| 11                                                                    | CRB El Milia             | 1 - 0           | HB Ahmed Rachedi        |              |             |                  |
| 12                                                                    | MB Ouled Gacem           | 2 - 1           | FC Bir El Arch          |              |             |                  |
| 13                                                                    | AS Ain M'lila            | 0 - 0 t.a.b 3-1 | NRB Grarem              |              |             |                  |
| Ligue de Batna Avant Dernier tour régional (// à 14h 30)              |                          |                 |                         |              |             |                  |
| 1                                                                     | CA Bordj Bou Arreridj    | -               | A Bou Saada             |              |             |                  |
| 2                                                                     | NRB El Achir             | -               | AB Merouana             |              |             |                  |
| 3                                                                     | CRB Ain Djasser          | -               | ROC Ras El Oued         |              |             |                  |
| 4                                                                     | Olympique M'Sila         | -               | AS Bordj Ghedir         |              |             |                  |
| 5                                                                     | MSP Batna                | -               | AS Cité Ali N'mer       |              |             |                  |
| 6                                                                     | US Doucen                | -               | WRB Chellal             |              |             |                  |
| 7                                                                     | IRB Sidi Aïssa           | -               | USF Bordj Bou Arréridj  |              |             |                  |
| 8                                                                     | US Biskra                | -               | AB Barika               |              |             |                  |
| 9                                                                     | WR M'Sila                | -               | JSB Sidi Mebarek        |              |             |                  |
| 10                                                                    | CRB Boudjelbana          | -               | NC Magra                |              |             |                  |
| 11                                                                    | ES Bouakeul              | -               | USM Khenchela           |              |             |                  |
| Ligue de Annaba Avant Dernier tour régional (// à 14h 30)             |                          |                 |                         |              |             |                  |
| 1                                                                     | JM Sidi Salem            | 1 - 0           | ES Souk Ahras           |              |             |                  |
| 2                                                                     | NRB Chréa                | 1 - 1 t.a.b 4-2 | ORB Guelaat Bousbaa     |              |             |                  |
| 3                                                                     | US Tebessa               | 4 - 0           | CRB Bouhamra            |              |             |                  |
| 4                                                                     | IRB El Hadjar            | 4 - 2 a.p       | IRB Sedrata             |              |             |                  |
| 5                                                                     | WM Tébessa               | 1 - 0           | USM Daghoussa           |              |             |                  |
| 6                                                                     | JS Pont Blanc            | 1 - 0           | IRB Sidi Amar           |              |             |                  |
| 7                                                                     | ES Guelma                | 2 - 2 t.a.b 4-3 | CS Hamma Loulou         |              |             |                  |
| 8                                                                     | HAMRA Annaba             | -               | Exempt                  |              |             |                  |
| Ligue de Ouargla Avant Dernier tour régional (// à 14h 30)            |                          |                 |                         |              |             |                  |
| 1                                                                     | MC Mekhadma              | 2 - 1 a.p       | IRB Robbah              |              |             |                  |
| 2                                                                     | IRB Nezla                | 2 - 1           | HB Ghardaia             |              |             |                  |
| 3                                                                     | NT Souf                  | 2 - 0           | NRB Touggourt           |              |             |                  |
| 4                                                                     | IRB Berriane             | 2 - 1           | US Souf                 |              |             |                  |
| 5                                                                     | CRB Tebesbest            | 4 - 0           | IRB Tadjmout            |              |             |                  |
| 6                                                                     | ES Ouargla               | 1 - 0           | MB Hassi Messaoud       |              |             |                  |
| 7                                                                     | CB Hassi Massouad        | 1 - 1 t.a.b 6-5 | CR Beni Thour           |              |             |                  |
| 8                                                                     | IRB Ain Baida            | 2 - 1           | USB Hassi R'mel         |              |             |                  |
| Ligue de Béchar Avant Dernier tour régional 1999                      |                          |                 |                         |              |             |                  |
| 1                                                                     | JS Saoura                | -               | n.c                     |              |             |                  |
| 2                                                                     | MC Debdaba               | -               | n.c                     |              |             |                  |
| 3                                                                     |                          | -               | n.c                     |              |             |                  |
| 4                                                                     |                          | -               | n.c                     |              |             |                  |

## Soixante-quatrièmes de finale
Dernier tour régional
| Ligue d'Alger le 25 novembre 2011           |                       |           |                          |  |            |                         |
| 1                                           | MO Bejaia             | 2-0       | USM Chéraga              |  |            | stade                   |
| 2                                           | RC Kouba              | 1-1 t.a.b | Paradou AC               |  |            | stade                   |
| 3                                           | IB Khemis El Khechna  | 5-1       | JS El Biar               |  |            | stade                   |
| 4                                           | ESM Boudouaou         | 2-0       | MC Bordj El Kiffan       |  |            | stade                   |
| 5                                           | ES Azeffoun           | 2-0       | Hydra AC                 |  |            | stade                   |
| 6                                           | ES Kouba              | 1-1 t.a.b | WA Rouiba                |  |            | stade                   |
| 7                                           | ES Ben Aknoun         | 2-1       | JS Hai Djebel            |  |            | stade                   |
| 8                                           | IR Bir Mourad Rais    | 2-2 t.a.b | CMB Thenia               |  |            | stade                   |
| Ligue de Blida le 25 novembre 2011          |                       |           |                          |  |            |                         |
| 1                                           | USM Blida             | 3-1       | CRB Ouled Ben Abdelkader |  |            | stade                   |
| 2                                           | O Médéa               | 1-1 t.a.b | ESM Koléa                |  |            | stade                   |
| 3                                           | RC Arba               | 1-0       | IR Ouled Naïl            |  |            | stade                   |
| 4                                           | WA Boufarik           | 1-0       | SC Aïn Defla             |  |            | stade                   |
| 5                                           | CRB Aïn Oussara       | 1-1 t.a.b | USMM Hadjout             |  |            | stade                   |
| Ligue d'Oran le 25 novembre 2011            |                       |           |                          |  |            |                         |
| 1                                           | ES Mostaganem         | 0-0 t.a.b | USM Bel Abbès            |  |            | Zabana/ Oran            |
| 2                                           | RC Relizane           | 2-1       | MB Sidi Chami            |  |            | stade Benslimane        |
| 3                                           | RCB Oued R'hiou       | 3-2       | ICS Tlemcen              |  |            | Arzew                   |
| 4                                           | CRB Hennaya           | 1-0       | ASM Oran                 |  |            | Ain Témouchent          |
| 5                                           | JS Emir Abdelkader    | 3-3       | IRB Maghnia              |  |            | frères Amarouche/ S.B.A |
| 6                                           | ES Araba              | 2-1       | SCM Oran                 |  |            | Sidi Chahmi             |
| 7                                           | CRB Ben Badis         | 0-0 t.a.b | OM Arzew                 |  | 25-11-2011 | El Amria                |
| Ligue de Saida le Mercredi 29 novembre 2011 |                       |           |                          |  |            |                         |
| 1                                           | JSM Tiaret            | -         | SA Mohamadia             |  |            |                         |
| 2                                           | Olympique Medrissa    | -         | CRB Froha                |  |            |                         |
| 3                                           | FCB Frenda            | -         | MB Hassasna              |  |            |                         |
| 4                                           | HB El Bordj           | -         | WAB Tissemsilt           |  |            |                         |
| Ligue de Batna le Samedi 26 novembre 2011   |                       |           |                          |  |            |                         |
| 1                                           | CA Bordj Bou Arreridj | 0-0 t.a.b | IRB Sidi Aïssa           |  |            | stade                   |
| 2                                           | NRB El Achir          | 2-0       | US Biskra                |  |            | stade                   |
| 3                                           | CRB Ain Djasser       | 2-1       | WR M'Sila                |  |            | stade                   |
| 4                                           | Olympique M'Sila      | -         | CRB Boudjelbana          |  |            | stade                   |
| 5                                           | MSP Batna             | 3-0       | ES Bouakeul              |  | 25-11-2011 | stade                   |
| 6                                           | US Doucen             | -         |                          |  |            | stade                   |
| Ligue de Annaba le 26 novembre 2011         |                       |           |                          |  |            |                         |
| 1                                           | HAMRA Annaba          | 3-1       | IRB El Hadjar            |  |            | stade                   |
| 2                                           | JM Sidi Salem         | 2-0       | ES Guelma                |  |            | stade                   |
| 3                                           | NRB Chréa             | 2-1 a.p   | CS Hamma Loulou          |  |            | stade                   |
| 4                                           | US Tebessa            | 1-0       | WM Tébessa               |  |            | stade                   |
| 5                                           | USM Annaba            | 3-0       | JS Pont Blanc            |  | 25-11-2011 | stade                   |
| Ligue de Constantine le 25 novembre 2011    |                       |           |                          |  |            |                         |
| 1                                           | US Chaouia            | 1-0       | AS Ain M'lila            |  |            | stade                   |
| 2                                           | MB Constantine        | 1-0       | DRB Tadjenanet           |  |            | stade                   |
| 3                                           | JS Djijel             | 1-1 t.a.b | CRB Aïn Fakroun          |  |            | stade                   |
| 4                                           | WA Ramdane Djamel     | 2-1       | CAM Skikda               |  |            | stade                   |
| 5                                           | CRB El Milia          | 2-1 a.p   | USC Ouled Adouane        |  |            | stade                   |
| 6                                           | USM Ain Beida         | 3-0       | HB Chelghoum Laid        |  | 26-11-2011 | stade                   |
| 7                                           | MB Ouled Gacem        | 1-0       | MO Constantine           |  | 26-11-2011 | stade                   |
| Ligue de Ouargla le Samedi 26 novembre 2011 |                       |           |                          |  |            |                         |
| 1                                           | MC Mekhadma           | 4-0       | CRB Tebesbest            |  |            |                         |
| 2                                           | IRB Nezla             | 1-1 t.a.b | ES Ouargla               |  |            |                         |
| 3                                           | NT Souf               | 3-1       | CB Hassi Massouad        |  |            |                         |
| 4                                           | IRB Berriane          | 1-0       | IRB Ain Baida            |  |            |                         |
| Ligue de Bechar                             |                       |           |                          |  |            |                         |
| 1                                           | JS Saoura             | -         |                          |  |            |                         |
| 2                                           | MC Debdaba            | -         |                          |  |            |                         |

## Trente-deuxièmes de finale
Le tirage au sort des 32e et des 16e de finale a eu lieu le 6 décembre 2011.
| Date et heure  | Club à domicile            | Score             | Club à l'extérieur         | buteurs                                                                               | lieu                                     | Références |
| -------------- | -------------------------- | ----------------- | -------------------------- | ------------------------------------------------------------------------------------- | ---------------------------------------- | ---------- |
| 30 déc., 14h30 | MB Hassasna (D3)           | 2 - 1             | JSM Béjaïa                 | kateb 14 , gaid 21 /belkhder 61 .                                                     | stade du 13 avril 1958 de saida          | Rapport    |
| 30 déc., 14h30 | USM Alger                  | 2 - 1             | USM Blida (D2)             | chafai 38 , djediat 67 / ledraa 73                                                    | stade Omar Hamadi de bologhine - alger . | Rapport    |
| 30 déc., 14h30 | CA Bordj Bou Arreridj (D2) | 2 - 0             | USM Annaba (D2)            | belgherfi 53 , bentayeb 68 .                                                          | stade 20 aout 1955 de bordj bou arréridj | Rapport    |
| 30 déc., 14h30 | MC Oran                    | 1 - 2             | ES Sétif                   | dagoulou 33 / delhoum 41 , djabou 65                                                  | stade Ahmed Zabana d'oran                | Rapport    |
| 30 déc., 14h30 | MO Béjaïa (D2)             | 1 - 1ap 2 - 4tab  | MC Alger                   | henider 9 / bessghir 64.                                                              | stade de l'Unité Maghrébine de béjaia    | Rapport    |
| 30 déc., 14h30 | CR Belouizdad              | 2 - 0             | ES Mostaganem (D2)         | slimani 39 , kherbache 80                                                             | stade du 20 août 1955 - alger            | Rapport    |
| 30 déc., 14h30 | JS Kabylie                 | 1 - 0             | MSP Batna (D2)             | hanifi 43 s pen                                                                       | stade du 1er novembre 1954 de tizi ouzou | Rapport    |
| 30 déc., 14h30 | HAMRA Annaba (D3)          | 0 - 1             | WA Ramdane Djamel (D3)     | cheniguer 30 .                                                                        | stade du 19 mai 1956 - annaba            | Rapport    |
| 30 déc., 14h30 | WA Tlemcen                 | 4 - 2             | MC Debdaba (D4)            | Tlemcen                                                                               | Birouana                                 | Rapport    |
| 30 déc., 14h30 | MB Constantine (D4)        | 1 - 1 ap tab5 - 4 | WAB Tissemsilt (D4)        | boutamina 7 / dilmi 68                                                                | STADE Chahid Hamlaoui de constantine     | Rapport    |
| 30 déc., 14h30 | WA Boufarik (D3)           | 2 - 0             | MB Ouled Gacem (D6)        | haouch 7 , 89                                                                         | stade Mustapha Tchaker de blida          | Rapport    |
| 30 déc., 14h30 | ES Kouba (D6)              | 0 - 2             | USM El Harrach             | benyettou 26 , djerbou 79 .                                                           | stade Mohamed Benhaddad de kouba - alger | Rapport    |
| 30 déc., 14h30 | CA Batna                   | 1 - 1 3 - 4tab    | CS Constantine             | Batna                                                                                 | 1er novembre 1954                        | Rapport    |
| 30 déc., 14h30 | AS Khroub                  | 1 - 0             | NA Hussein Dey             | El Khroub                                                                             | Abed Hamdani                             | Rapport    |
| 30 déc., 14h30 | RC Relizane (D3)           | 5 - 0             | NT Souf (D4)               | Relizane                                                                              | Zegari                                   | Rapport    |
| 31 déc., 14h00 | ES Araba (D4)              | 0 - 0 ap 2 - 4tab | IRB Khemis El Khechna (D3) | /                                                                                     | stade kerbouci menaouer d'arzew          | Rapport    |
| 31 déc., 14h00 | JS Djijel (D3)             | 0 - 0 ap tab2 - 1 | US Chaouia (D3)            | /                                                                                     | stade Rouibah Hocine de jijel            | Rapport    |
| 31 déc., 14h30 | CRB El Milia (D4)          | 1 - 0             | RC Kouba (D2)              | ?                                                                                     | stade boutias d'el milia                 | Rapport    |
| 31 déc., 14h30 | CRB Hennaya (D5)           | 0 - 1             | ASO Chlef                  | mohamed messaoud 25                                                                   | stade desTrois frères Zerga de tlemcen   | Rapport    |
| 31 déc., 14h30 | JSM Sidi Salem (D5)        | ap2 - 0           | CRB Froha (D5)             | fareh 102, laaroussi 108 .                                                            | a annaba ,opow                           | Rapport    |
| 31 déc., 14h30 | CRB Aïn Djasser (D4)       | 2 - 2 tab4 - 2    | MC Mekhadma (D3)           | ?                                                                                     | a merouana                               | Rapport    |
| 31 déc., 14h30 | IR Bir Mourad Raïs (D6)    | 1 - 0             | ES Boudouaou (D5)          | ?                                                                                     | stade benhaddad mohamed de kouba - alger | Rapport    |
| 31 déc., 14h00 | MC El Eulma                | 7 - 0             | CRB Ben Badis (D6)         | bouaicha 6 , 45 s pen , belkhder 40 , khetala 68 , gherbi 78 , kadri 83 , tiaiba 90 . | stade Messaoud Zougar d'el-eulma         | Rapport    |
| 31 déc., 14h00 | O M'Sila (D5)              | 0 - 2             | ES Azeffoun (D6)           | ?                                                                                     | stade 20 aout 1955 de bordj bou arréridj | Rapport    |
| 31 déc., 14h00 | JS Saoura (D2)             | 5 - 1             | US Doucen (D4)             | Béchar                                                                                | 20 août 1955                             | Rapport    |
| 31 déc., 14h00 | RC Oued Rhiou (D3)         | 0 - 0 2 - 4tab    | USM Aïn Béïda (D3)         | Oued Rhiou                                                                            |                                          | Rapport    |
| 31 déc., 14h00 | ES Ben Aknoun (D5)         | ap3 - 2           | JSM Tiaret (D5)            | Alger                                                                                 |                                          | Rapport    |
| 31 déc., 14h00 | IRB Nezla (D5)             | 0 - 4             | MC Saïda                   |                                                                                       |                                          | Rapport    |
| 31 déc., 14h00 | US Tebessa (D4)            | ap2 - 1           | ESC El Achir (D4)          | Tébessa                                                                               |                                          | Rapport    |
| 31 déc., 14h00 | O. Médéa (D2)              | ap4 - 2           | NRB Chéria (D4)            | Médéa                                                                                 | Imam Lyes                                | Rapport    |
| 31 déc., 14h00 | JS Emir Abdelkader (D3)    | 0 - 1ap           | CRB Aïn Oussara (D4)       | Oran                                                                                  | Ahmed Zabana                             | Rapport    |
| 31 déc., 14h00 | IRB Berriane (D5)          | 0 - 1             | RC Arbâa (D3)              |                                                                                       |                                          | Rapport    |

## Seizièmes de finale
| Date et heure  | Club à domicile            | Score          | Club à l'extérieur                     | Lieu        | Stade             | Références |
| -------------- | -------------------------- | -------------- | -------------------------------------- | ----------- | ----------------- | ---------- |
| 23 fév., 14h00 | JS Kabylie                 | ap3 - 1        | MB Hassasna (D3)                       | Tizi Ouzou  | 1er novembre 1954 | Rapport    |
| 25 fév., 14h00 | USM El Harrach             | 2 - 0          | ES Azeffoun (D6)                       | Alger       | 1er novembre 1954 | Rapport    |
| 24 fév., 15h00 | CR Belouizdad              | 5 - 0          | JSM Sidi Salem (D5)                    | Alger       | 20 août 1955      | Rapport    |
| 25 fév., 15h00 | AS Khroub                  | 1 - 0          | MC El Eulma                            | El Khroub   | Abed Hamdani      | Rapport    |
| 24 fév., 15h00 | WA Boufarik (D3)           | 2 - 0          | CRB El Milia (D4)                      | Alger       | Mohamed Benhaddad | Rapport    |
| 25 fév., 15h00 | CA Bordj Bou Arreridj (D2) | 1 - 1 2 - 4tab | ASO Chlef                              | BB Arreridj | 20 août 1955      | Rapport    |
| 24 fév., 15h00 | CS Constantine             | ap3 - 1        | O. Médéa (D2)                          | Constantine | Chahid Hamlaoui   | Rapport    |
| 24 fév., 15h00 | WA Tlemcen                 | 2 - 0          | WA Ramdane Djamel (D3)                 | Tlemcen     | Akid Lotfi        | Rapport    |
| 25 fév., 14h00 | CRB Aïn Djasser (D4)       | 2 - 2 tab8 - 7 | IRB Khemis El Khechna (D3)             | Merouana    |                   | Rapport    |
| 24 fév., 17h00 | MC Alger                   | 2 - 1          | USM Aïn Béïda (D3)                     | Alger       | Omar Hamadi       | Rapport    |
| 25 fév., 14h00 | JS Saoura (D2)             | 3 - 2          | RC Arba (D3)                           | Béchar      | 20 août 1955      | Rapport    |
| 23 fév., 17h00 | USM Alger                  | 0 - 0 tab5 - 4 | JS Djijel (D3)                         | Alger       | Omar Hamadi       | Rapport    |
| 25 fév., 14h00 | CRB Aïn Oussara (D4)       | 2 - 1          | Mouloudia Baladiat de Constantine (D4) | Aïn Oussara |                   | Rapport    |
| 6 mars, 15h00  | US Tebessa (D4)            | 0 - 2          | ES Sétif                               | Tébessa     | 4 mars 1956       | Rapport    |
| 24 fév., 15h00 | MC Saïda                   | 2 - 1          | RC Rélizane (D3)                       | Saïda       | Frères Braci      | Rapport    |
| 25 fév., 14h00 | ES Ben Aknoun (D5)         | 1 - 2          | IR Bir Mourad Raïs (D6)                | Alger       | 20 août 1955      | Rapport    |

## Huitièmes de finale
Le tirage au sort des huitièmes de finale a eu lieu le 28 février 2012.
| Date et heure  | Club à domicile         | Score          | Club à l'extérieur   | Lieu        | Stade             | Références |
| -------------- | ----------------------- | -------------- | -------------------- | ----------- | ----------------- | ---------- |
| 10 mars, 17h00 | ASO Chlef               | 4 - 0          | CRB Aïn Djasser (D4) | Chlef       | Mohamed Boumezrag | Rapport    |
| 10 mars, 15h00 | ES Sétif                | 4 - 2          | JS Saoura (D2)       | Sétif       | 8 mai 1945        | Rapport    |
| 10 mars, 16h00 | WA Tlemcen              | 1 - 0          | MC Alger             | Tlemcen     | Akid Lotfi        | Rapport    |
| 9 mars, 15h00  | CRB Aïn Oussara (D4)    | ap3 - 1        | WA Boufarik (D3)     | Aïn Oussara |                   | Rapport    |
| 9 mars, 15h00  | MC Saïda                | 0 - 0 4 - 5tab | CR Belouizdad        | Saïda       | Frères Braci      | Rapport    |
| 9 mars, 15h00  | IR Bir Mourad Raïs (D6) | 1 - 3ap        | USM El Harrach       | Alger       | 20 août 1955      | Rapport    |
| 9 mars, 15h00  | CS Constantine          | 2 - 0          | AS Khroub            | Constantine | Chahid Hamlaoui   | Rapport    |
| 10 mars, 17h00 | USM Alger               | ap1 - 0        | JS Kabylie           | Alger       | Omar Hamadi       | Rapport    |

## Quarts de finale
Le tirage au sort des quarts de finale a eu lieu le 18 mars 2012.
| Date et heure  | Club à domicile | Score          | Club à l'extérieur   | Lieu    | Stade          | Références |
| -------------- | --------------- | -------------- | -------------------- | ------- | -------------- | ---------- |
| 31 mars, 15h00 | CR Belouizdad   | 1 - 0          | ASO Chlef            | Alger   | 20 août 1955   | Rapport    |
| 31 mars, 20h30 | USM El Harrach  | 0 - 0 tab4 - 1 | USM Alger            | Alger   | 5 juillet 1962 | Rapport    |
| 30 mars, 17h45 | ES Sétif        | 3 - 1          | CRB Aïn Oussara (D4) | Sétif   | 8 mai 1945     | Rapport    |
| 30 mars, 16h00 | WA Tlemcen      | 0 - 1ap        | CS Constantine       | Tlemcen | Akid Lotfi     | Rapport    |

## Demi-finales
Le tirage au sort des demi-finales a eu lieu le 8 avril 2012.
| Date et heure   | Club à domicile | Score | Club à l'extérieur | Lieu  | Stade        | Références |
| --------------- | --------------- | ----- | ------------------ | ----- | ------------ | ---------- |
| 20 avril, 16h00 | CR Belouizdad   | 1 - 0 | CS Constantine     | Alger | 20 août 1955 | Rapport    |
| 20 avril, 20h30 | ES Sétif        | 3 - 2 | USM El Harrach     | Sétif | 8 mai 1945   | Rapport    |

## Finale
| 1er mai 2012 | ES Sétif | 2 - 1 (a.p) | CR Belouizdad | Stade du 5-Juillet-1962, Alger                                   |                                                                  |
| 16 h 00      | 22e Hachoud 96e Benmoussa | (1 - 0)     | 81e Ammour | Spectateurs : 60 000 Diffuseur : EPTV Arbitrage : Mokhtar Amalou | Spectateurs : 60 000 Diffuseur : EPTV Arbitrage : Mokhtar Amalou |
| 16 h 00      | Rapport |             | | Spectateurs : 60 000 Diffuseur : EPTV Arbitrage : Mokhtar Amalou | Spectateurs : 60 000 Diffuseur : EPTV Arbitrage : Mokhtar Amalou |
| 16 h 00      | Benhamou, Hachoud, Megueni (Lakhdari), Belkaid, Benchadi, Karaoui, Tiouli (Nadji), Delhoum, Benmoussa, Djabou, Aoudia (Djahnit) Coach: Alain Geiger | Équipes     | Ousserir, Mammeri, Abdat, Aksas, Boukedjane, Mekhout, Naili (Kherbache), Aouad (Benaldjia),Ammour, Rebih (Oudira), Slimani Coach: Djamel Menad | Spectateurs : 60 000 Diffuseur : EPTV Arbitrage : Mokhtar Amalou | Spectateurs : 60 000 Diffuseur : EPTV Arbitrage : Mokhtar Amalou |

| Gardien de but |  |  |  |  |
|                |  |  |  |  |
|                |  |  |  |  |
|                |  |  |  |  |
| Capitaine      |  |  |  |  |
|                |  |  |  |  |
|                |  |  |  |  |
|                |  |  |  |  |
|                |  |  |  |  |
|                |  |  |  |  |
|                |  |  |  |  |
| Remplaçants :  |  |  |  |  |
|                |  |  |  |  |
|                |  |  |  |  |
| Gardien de but |  |  |  |  |
|                |  |  |  |  |
|                |  |  |  |  |
|                |  |  |  |  |
|                |  |  |  |  |
| Entraîneur :   |  |  |  |  |
|                |  |  |  |  |

| Gardien de but |  |  |  |  |
|                |  |  |  |  |
| Capitaine      |  |  |  |  |
|                |  |  |  |  |
|                |  |  |  |  |
|                |  |  |  |  |
|                |  |  |  |  |
|                |  |  |  |  |
|                |  |  |  |  |
|                |  |  |  |  |
|                |  |  |  |  |
| Remplaçants :  |  |  |  |  |
|                |  |  |  |  |
|                |  |  |  |  |
|                |  |  |  |  |
|                |  |  |  |  |
| Gardien de but |  |  |  |  |
|                |  |  |  |  |
|                |  |  |  |  |
| Entraîneur :   |  |  |  |  |
|                |  |  |  |  |